# Nora Navas Garcia
Nora Navas Garcia (Barcelona, 24 d'abril de 1975) és una actriu catalana. Formada a l'Institut del Teatre de Barcelona, ha desenvolupat la seva carrera artística entre el teatre, la televisió i el cinema. La seva interpretació a la pel·lícula Pa negre, d'Agustí Villaronga, li va valer diversos premis a la millor actriu protagonista, entre els quals el Goya, el Gaudí i la Conquilla de Plata del Festival Internacional de Cinema de Sant Sebastià.
Ha participat en pel·lícules com Un banco en el parque; Plorar és bo; Les vides de Cèlia; Una carta para Evita, Tots volem el millor per a ella, amb què tornà a guanyar el premi Gaudí i els premis del festivals de Valladolid (2013) i d'Angers (2014), Tres mentiras, que li valgué el guardó a la Millor Actriu al World Premieres Film Festival Philippines, L'adopció, de Daniela Féjerman, Dolor y gloria, sota la direcció de Pedro Almodóvar, La vampira de Barcelona, dirigida per Lluís Danés i presentada al Festival de Sitges, i Libertad, de Clara Roquet.
En televisió, ha treballat a Polseres vermelles; Jet Lag; El cor de la ciutat, Porca misèria o Les de l'hoquei, entre d'altres.
Navas també compta amb una dilatada carrera com a actriu de teatre, amb la participació en obres com Calígula (2003), d'Albert Camus, dirigida per Ramon Simó; Les tres germanes (2005), d'Anton Txékhov, dirigida per Ariel García Valdés; La fam (2005), de Joan Oliver, dirigida per Josep Pla; La casa de Bernarda Alba (2009), dirigida per Lluís Pasqual, i Doña Rosita la soltera (2014), per Joan Ollé, totes dues de García Lorca; Els veïns de dalt (2015), escrita i dirigida per Cesc Gay (2015), El quadern daurat, una adaptació de l'obra de Doris Lessing.

## Filmografia

### Cinema
- 1999: Un banco en el parque, d'Agustí Vila (Susana)
- 2003: Cualquiera, de David Marqués (Sandra)
- 2006: Plorar és bo, de Matías Bize
- 2006: Les vides de Cèlia, d'Antonio Chavarrías (Marta)
- 2010: Pa negre, d'Agustí Villaronga (Florència)
- 2013: Tots volem el millor per a ella, de Mar Coll
- 2014: Tres mentiras
- 2015: Happy 140
- 2015: The Invisible Artery
- 2015: L'adopció, de Daniela Féjerman
- 2016: El ciudadano ilustre
- 2016: Rumbos
- 2018: Ola de crímenes
- 2018: Formentera Lady
- 2018: Durant la tempesta
- 2019: Dolor y gloria, de Pedro Almodóvar
- 2019: El sitio de Otto
- 2020: Libertad, de Clara Roquet
- 2020: Adú
- 2020: La vampira de Barcelona, de Lluís Danès
- 2021: Las cartas perdidas
- 2022: Sinjar
- 2022: Historias para no contar
- 2023: Unicorns
- 2023: Lobo

### Telefilms
- 2005: Més que germans (Marta)
- 2007: Trenhotel (Carmen)
- 2011: Meublé. La casita blanca, de Sílvia Munt
- 2012: Germanes (pel·lícula)
- 2012: Carta a Eva
- 2014: L'últim ball de Carmen Amaya
- 2017: La llum d'Elna
- 2019: La dona del segle, de Sílvia Quer (Clara)

### Sèries de televisió
- 1993: I ara què, Xènia?
- 2000: Crims
- 2001: Pagats per riure
- 2005: Ventdelplà (Laura)
- 2005-2006: Porca misèria (Marta)
- 2006: Jet lag (la substituta)
- 2006-2007: El cor de la ciutat (Anna)
- 2011: Mar de plástico
- 2013: Polseres vermelles
- 2018: La catedral del mar
- 2019-2020: Les de l'hoquei (La Terrats)
- 2023: La mesías
- 2023: Això no és Suècia
- 2023: Els Farad

### Curtmetratges
- 1996: Dr. Curry (hostessa de l'aeroport)

### Obres de teatre
- 2003: Assaigs oberts: A partir de la màquina Hamlet, Heiner Müller
- 2003: Fuera de cuadro
- 2003: 4d òptic
- 2004: Les tres germanes (Irina)
- 2004: Calígula (dona de Mucius)
- 2006: Tennessee
- 2006: La fam
- 2009: La casa de Bernarda Alba
- 2014: Doña Rosita la soltera
- 2017: Bodas de sangre
- 2020: El quadern daurat
- 2021: La nit de la iguana[5]

## Premis
Festival Internacional de Cinema de Sant Sebastià
| Any  | Categoria                             | Pel·lícula | Resultat   |
| ---- | ------------------------------------- | ---------- | ---------- |
| 2010 | Conquilla de Plata a la millor actriu | Pa negre   | Guanyadora |

Premis Goya
| Any  | Categoria                          | Pel·lícula                      | Resultat   |
| ---- | ---------------------------------- | ------------------------------- | ---------- |
| 2021 | Goya a la millor actriu secundària | Libertad                        | Guanyadora |
| 2015 | Goya a la millor actriu secundària | Felices 140                     | Nominada   |
| 2013 | Goya a la millor actriu            | Tots volem el millor per a ella | Nominada   |
| 2010 | Goya a la millor actriu            | Pa negre                        | Guanyadora |

Premis Gaudí
| Any  | Categoria                           | Pel·lícula                      | Resultat   |
| ---- | ----------------------------------- | ------------------------------- | ---------- |
| 2022 | Gaudí a la millor actriu secundària | Libertad                        | Nominada   |
| 2021 | Gaudí a la millor actriu            | La vampira de Barcelona         | Nominada   |
| 2020 | Gaudí a la millor actriu secundària | Dolor y gloria                  | Nominada   |
| 2016 | Gaudí a la millor actriu            | L'adopció                       | Nominada   |
| 2014 | Gaudí a la millor actriu            | Tots volem el millor per a ella | Guanyadora |
| 2011 | Gaudí a la millor actriu            | Pa negre                        | Guanyadora |

Setmana Internacional de Cinema de Valladolid
| Any  | Categoria                | Pel·lícula                      | Resultat   |
| ---- | ------------------------ | ------------------------------- | ---------- |
| 2013 | Premi a la millor actriu | Tots volem el millor per a ella | Guanyadora |